# Massacro di Pesach
Il massacro di Pesach fu un attacco terroristico suicida, rivendicato da Hamas, avvenuto al Park Hotel di Netanya, in Israele il 27 marzo 2002, durante il Seder di Pesach. Trenta persone furono uccise ed altre 140 rimasero ferite.

## Contesto
I rapporti fra israeliani e palestinesi nel 2002 erano di aperto conflitto. Due anni prima, con l'entrata di Ariel Sharon alla Spianata delle moschee, era iniziata la Seconda intifada. Da allora una lunga serie di sanguinosi attentati contro civili israeliani aveva sconvolto il Paese. In particolare, mese di marzo 2002 verrà ricordato come il "marzo nero" in quanto avvennero dodici attentati suicidi per un totale di 81 vittime.

## L'attentato
Il Park Hotel, situato nella città costiera di Netanya, nella parte settentrionale di Israele, organizzava il tradizionale Sedar durante la festa ebraica di Pesach nella sala da pranzo, situata al piano terra.
Nel tardo pomeriggio di mercoledì 27 marzo, Abdel-Basset Odeh, travestito da donna si diresse verso l'hotel trasportando una valigia carica di esplosivo. Riuscì ad oltrepassare i controlli di sicurezza, attraversò la hall ed entrò nell'affollata sala da pranzo. Alle 19:30 attivò l'ordigno.
L'esplosione uccise 28 persone all'istante e ne ferì altre 142, venti delle quali in modo grave. Due dei feriti moriranno in seguito per le ferite riportate. Molte delle vittime erano anziani; alcuni di questi erano sopravvissuti all'Olocausto. Una era cittadina svedese, giunta in Israele per festeggiare Pesach.
Il progetto originario dell'attentato prevedeva l'utilizzo di gas al cianuro.

## Le vittime

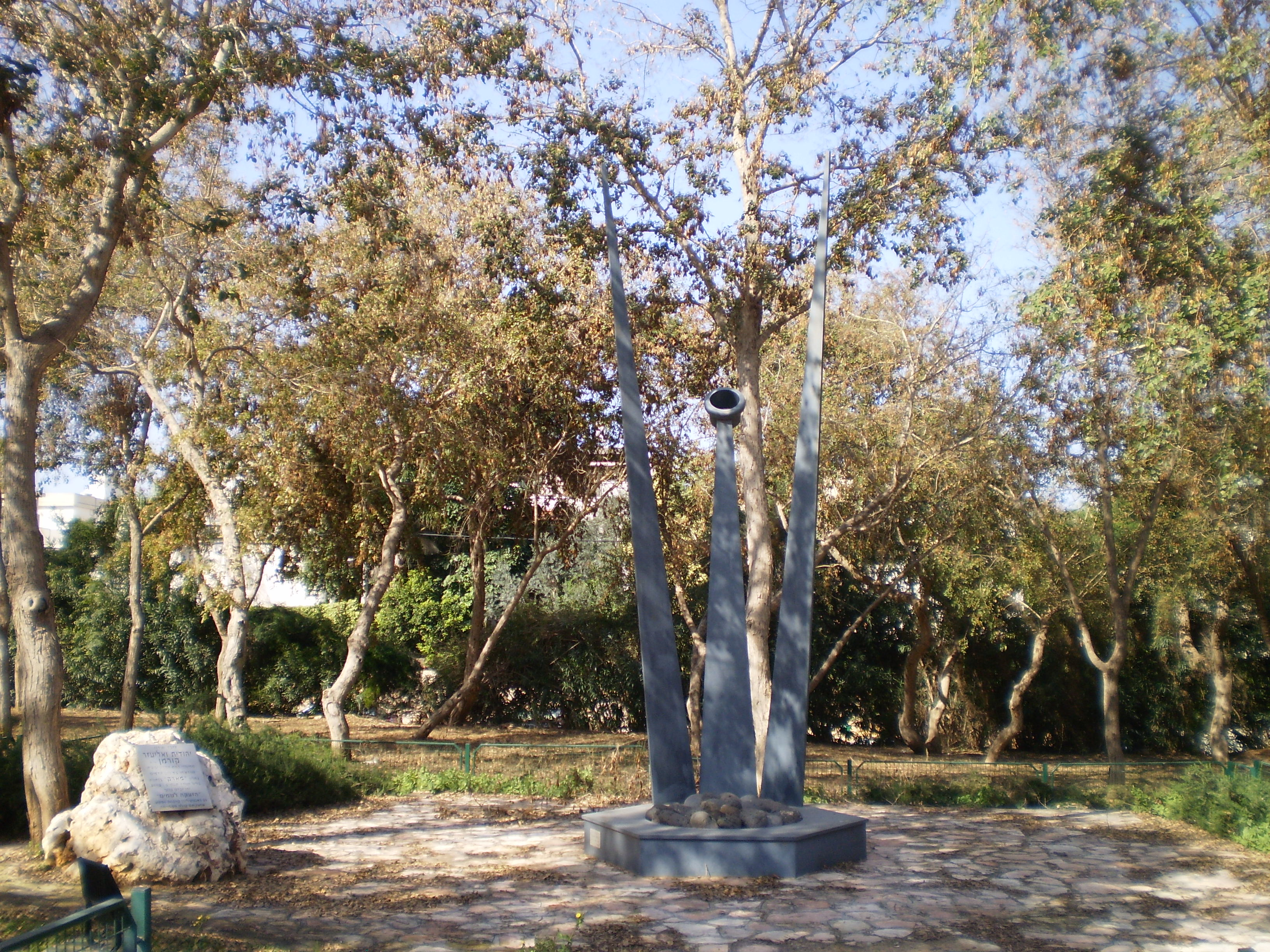
Il memoriale del massacro di Pesach – Ramat Hasharon

Le seguenti persone persero la vita nell'attentato:
- Shula Abramovitch, 63, di Holon
- David Anichovitch, 70, di Netanya
- Alter Britvich, 88, di Netanya
- Frieda Britvich, 86, di Netanya
- Andre Fried, 47, di Netanya
- Idit Fried, 47, di Netanya
- Dvora Karim, 73, di Netanya
- Michael Karim, 78, di Netanya
- Eliezer Korman, 74, di Ramat HaSharon
- Yehudit Korman, 70, di Ramat HaSharon
- Sivan Vider, di, of Bekaot
- Ze'ev Vider, 50, di Bekaot
- Ernest Weiss, 80, di Petah Tikva
- Eva Weiss, 75, di Petah Tikva
- Anna Yakobovitch, 78, di Holon
- George Yakobovitch, 76, di Holon
- Avraham Beckerman, 25, di Ashdod
- Shimon Ben-Aroya, 42, di Netanya
- Miriam Gutenzgan, 82, di Ramat Gan
- Amiram Hamami, 44, di Netanya
- Perla Hermele, 79, di Stoccolma, Svezia
- Marianne Myriam Lehmann Zaoui, 77, di Netanya
- Lola Levkovitch, 70, di Gerusalemme
- Sarah Levy-Hoffman, 89, di Tel Aviv
- Furuk Na'imi, 62, di Netanya
- Eliahu Nakash, 85, di Tel Aviv
- Chanah Rogan, 90, di Netanya
- Irit Rashel, 45, di Moshav Herev La'et
- Clara Rosenberger, 77, di Gerusalemme
- Yulia Talmi, 87, di Tel Aviv

## Rivendicazione e motivazioni
Hamas rivendicò l'attentato. Usama Hamdan, rappresentate dell'organizzazione in Libano, disse:
(Usama Hadman)
Il portavoce di Hamas, Abdel Aziz Rantisi, affermò che "Finché ci sarà occupazione, ci sarà resistenza".
L'attentatore fu identificato: Abdel-Basset Odeh, un ragazzo palestinese di 25 anni di Tulkarem in Cisgiordania, facente parte delle Brigate Ezzedin al-Qassam, braccio armato di Hamas.

## Conseguenze
L'attentato fu percepito dall'opinione pubblica israeliana come l'apice dell'escalation di violenza nell'ultimo mese che vide più di 135 israeliani, per la maggior parte civili, uccisi in attacchi terroristici.
A seguito dell'attentato il governo israeliano dichiarò lo stato di emergenza, ordinò la mobilitazione di 20 000 riservisti, e il 29 marzo diede il via all'operazione anti terrorismo denominata Scudo difensivo. Questa operazione si svolse in Cisgiordania e durò fino al 10 maggio.
Qeis Adwan, capo dell'organizzazione responsabile dell'attentato, fu ucciso dalle forze israeliane il 5 aprile a Tubas durante l'operazione Scudo difensivo. Un caterpillar fece crollare la casa dove si nascondeva..

## Arresti
Nel maggio 2002, l'esercito Israeliano catturò uno degli organizzatori dell'attentato, Abbas al-Sayed. Il 22 settembre 2005, al-Sayed fu condannato per il massacro di Pesach e per l'attentato del 2001 ad un centro commerciale di Netanya a 35 ergastoli.
Il 26 marzo 2008 il comandante di Hamas Omar Jabar, sospettato anch'egli di essere dietro all'attentato, fu arrestato a Tulkarem.
Nel settembre 2009, Muhammad Harwish, un militante di Hamas e pianificatore della strage, fu arrestato in un villaggio a sud di Hebron dalle forze speciali antiterrorismo israeliane.